# Praha!
Praha! je aplikace z roku 2013 pro chytré telefony, která poskytuje úplného průvodce pro život v Praze: dopravní kamery, novinky z Prahy, kalendář kulturních a sportovních akcí, kontakty na Magistrát hlavního města a městské části. Zdarma pro Android a iOS. Aplikaci lze stáhnout pomocí QR kódu, který je vyobrazen na chodníku z dlažebních kostek před schody do Nové pražské radnice na Mariánském náměstí.

## Autorství
Program vyvinula společnost eMan s.r.o. na základě objednávky odboru informatiky Magistrátu hlavního města Prahy. Otcem projektu je radní Jan Vašíček (TOP 09). Dosud si ji stáhlo na 30.000 lidí.[zdroj?]

## Ocenění
1. místo v soutěži IT Projekt roku 2013. Soutěž pořádá Česká asociace IT manažerů CACIO (Česká asociace manažerů informačních technologií), která sdružuje vrcholové vedoucí oblastí informačních technologií, ve spolupráci s ICT Unií.